# Эксперименты над людьми в Северной Корее
Эксперименты над людьми в Северной Корее — серия медицинских экспериментов, предположительно проводящихся в КНДР. О проведении смертельных экспериментов над людьми сообщают некоторые беженцы из КНДР и бывшие заключённые: по их словам, заключённых убивают в газовых камерах, при испытаниях химического оружия и проводят над ними хирургические операции без анестезии.

## Испытание смертельных ядов
Ли описывала эксперимент, в ходе которого 50 здоровым женщинам-заключённым давали листья отравленной капусты. Хотя начавшие поедать листья стали стонать и кричать, всех женщин заставили доесть капусту, угрожая в противном случае убить членов их семей. Все 50 умерли через 20 минут после кровавой рвоты и анального кровотечения.
Квон Хёк, бывший начальник охраны лагеря 22, рассказал о лабораториях, оборудованных стеклянными газовыми камерами для экспериментов с удушающим газом, в которых в качестве подопытных выступали три или четыре человека, обычно семья. После того как люди проходят медицинский осмотр, камеры герметично закрываются, и через трубку вводится ядовитый газ, а учёные наблюдают происходящее сверху через стекло. В отчёте, напоминающем более ранний рассказ о семье из семи человек, Квон утверждает, что наблюдал смерть семьи из двух родителей, сына и дочери, причём родители пытались спасти детей, делая детям искусственное дыхание, до тех пор, пока у них самих были на это силы. Доктор Ким, химик, руководивший этими экспериментами до дезертирства из Северной Кореи, подтвердил эти сообщения и заявил, что целью экспериментов было наблюдение за воздействием ядовитого газа на психическое состояние жертв и определение количества газа, необходимого для уничтожения всего населения на местности.
Показания Квона были подкреплены документами из лагеря 22, описывающими перемещение заключённых, предназначенных для экспериментов; документы были признаны подлинными Ким Сан Хуном, лондонским экспертом по Корее и правозащитником. Токсиколог Аластер Хэй заявил, что показания Кима, скорее всего, правдивы: они достаточно подробны и точны с научной точки зрения. Пресс-конференция в Пхеньяне, организованная северокорейскими властями, отрицала эти обвинения и заявила, что все документы, подтверждающие проведение экспериментов, подделаны. Син Он Сан, помощник министра Южной Кореи по политике объединения, заявил, что «подлинность доказательств трудно оценить», поскольку «утверждения северокорейских перебежчиков в большинстве случаев преувеличены». Квон и Ким утверждают, что Национальное агентство разведки Южной Кореи запретило им говорить о северокорейских экспериментах над людьми, чтобы не навредить отношениям Южной Кореи с Северной Кореей, а также преследовало их и отказывало им в получении паспорта после того, как они заявили, что не прекратят этого делать.

## Прочие эксперименты
Бывший тюремный охранник Ан Мён Чхоль сообщил, что молодые врачи практикуют операции на заключённых без анестезии. Он также рассказал о намеренном умерщвлении заключённых голодом с целью изучить возможности человеческого организма к сопротивлению. По его словам, «все проводящие казни и эксперименты люди перед тем, как начать, напиваются. Но теперь они настоящие эксперты; иногда они бьют заключённых молотком по затылку. Бедные заключённые теряют память, и они используют их как зомби-мишени для стрельбы». Когда в Третьем бюро не хватает людей, появляется чёрный фургон, известный как «ворон», и забирает ещё несколько заключённых, сея панику среди остальных. Ворон приезжает примерно раз в месяц и увозит сорок-пятьдесят человек в неизвестном направлении.